# Eugen Nägele (Politiker)
Eugen Nägele (* 10. August 1964 in Vaduz) ist ein liechtensteinischer Gymnasiallehrer und Politiker. Von 2013 bis 2021 war er Abgeordneter im liechtensteinischen Landtag.

## Biografie
Nägele wuchs in Planken auf und studierte an der Universität Fribourg. Nach einer mehrjährigen Lehrtätigkeit in der Schweiz begann Nägele ab dem Schuljahr 1995/1996 Englisch und Französisch an dem Liechtensteinischen Gymnasiums in Vaduz zu unterrichten. 2000 wurde er Prorektor. Am 18. März 2008 wurde Nägele von der liechtensteinischen Regierung zum Rektor des Liechtensteinischen Gymnasiums bestellt. Am 1. August 2008 trat er dieses Amt an und löste damit Josef Biedermann ab, der mehr als 20 Jahre Rektor war und nun in den Ruhestand ging.
Nägele gehörte von 1999 bis 2007 dem Schaaner Gemeinderat an. Im Februar 2013 wurde Nägele für die Fortschrittliche Bürgerpartei (FBP) erstmals in den Landtag des Fürstentums Liechtenstein gewählt. Im Februar 2017 erfolgte seine Wiederwahl. Als Abgeordneter war er von 2013 bis 2017 Stellvertreter in der liechtensteinischen Delegation bei der EFTA und der EWR. Ab 2017 war er Mitglied in der Aussenpolitische Kommission sowie Stellvertreter in der liechtensteinischen Delegation bei der Organisation für Sicherheit und Zusammenarbeit in Europa. Bei der nächsten Landtagswahl im Februar 2021 trat er nicht mehr an und schied damit aus dem Landtag aus.
Nägele ist verheiratet und hat zwei Kinder, einen Sohn und eine Tochter.